# Jdeïdé (Metn)
Pour les articles homonymes, voir Jdeïdé.
Jdeïdé  ou plus formellement  Jdaidet El Metn (arabe : جديدة المتن) est une ville du Liban, de près de 82 000 habitants, chef-lieu du Caza du Metn. Elle se trouve à environ 7 km du centre-ville de Beyrouth, et constitue une partie intégrante de son agglomération urbaine.

## Personnalités liées à la commune
- Le philosophe Mouchir Aoun est y est né en 1966.